# Nordstan
A Nordstan é um centro comercial/shopping center localizado em Nordstaden, no centro histórico da cidade sueca de Gotemburgo. Está situado na proximidade da Estação Central de Gotemburgo e do parque Brunnsparken.
É o maior centro comercial da Escandinávia, e um dos maiores do Norte da Europa. Com uma área total de 320 000 m², e dispondo de mais de 200 lojas, é visitado anualmente por 35 milhões de pessoas.